# Zachaenus
Zachaenus is een geslacht van kikkers uit de familie Cycloramphidae. Er zijn twee soorten, vroeger werd een derde soort erkend; Zachaenus roseus. Deze laatste soort wordt tegenwoordig tot de familie Alsodidae gerekend.
De groep werd voor het eerst wetenschappelijk beschreven door Edward Drinker Cope in 1866. Later werd de wetenschappelijke naam Oocormus gebruikt. Alle soorten leven in bossen in Zuid-Amerika en zijn endemisch in Brazilië.

## Soorten
Geslacht Zachaenus
- Zachaenus carvalhoi
- Zachaenus parvulus

Cycloramphus · 
Thoropa · 
Zachaenus